# Mauretanien ved sommer-OL 2024
Mauretanien deltog i sommer-OL 2024 i Paris, Frankrig, fra den 26. juli til den 11. august 2024.
De vandt ingen medaljer.

## Medaljer
| 2024 Paris  | Guld | Sølv | Bronze | Total |
| Mauretanien | 0    | 0    | 0      | 0     |

### Medaljevinderne
| Mauretanien under sommer-OL 2024 i Paris | Mauretanien under sommer-OL 2024 i Paris | Mauretanien under sommer-OL 2024 i Paris | Mauretanien under sommer-OL 2024 i Paris | Mauretanien under sommer-OL 2024 i Paris |
| Medalje                                  | Navn                                     | Sport                                    | Event                                    | Dato                                     |
| ---------------------------------------- | ---------------------------------------- | ---------------------------------------- | ---------------------------------------- | ---------------------------------------- |
| -                                        | -                                        | -                                        | -                                        | -                                        |